# Bhut Jolokia

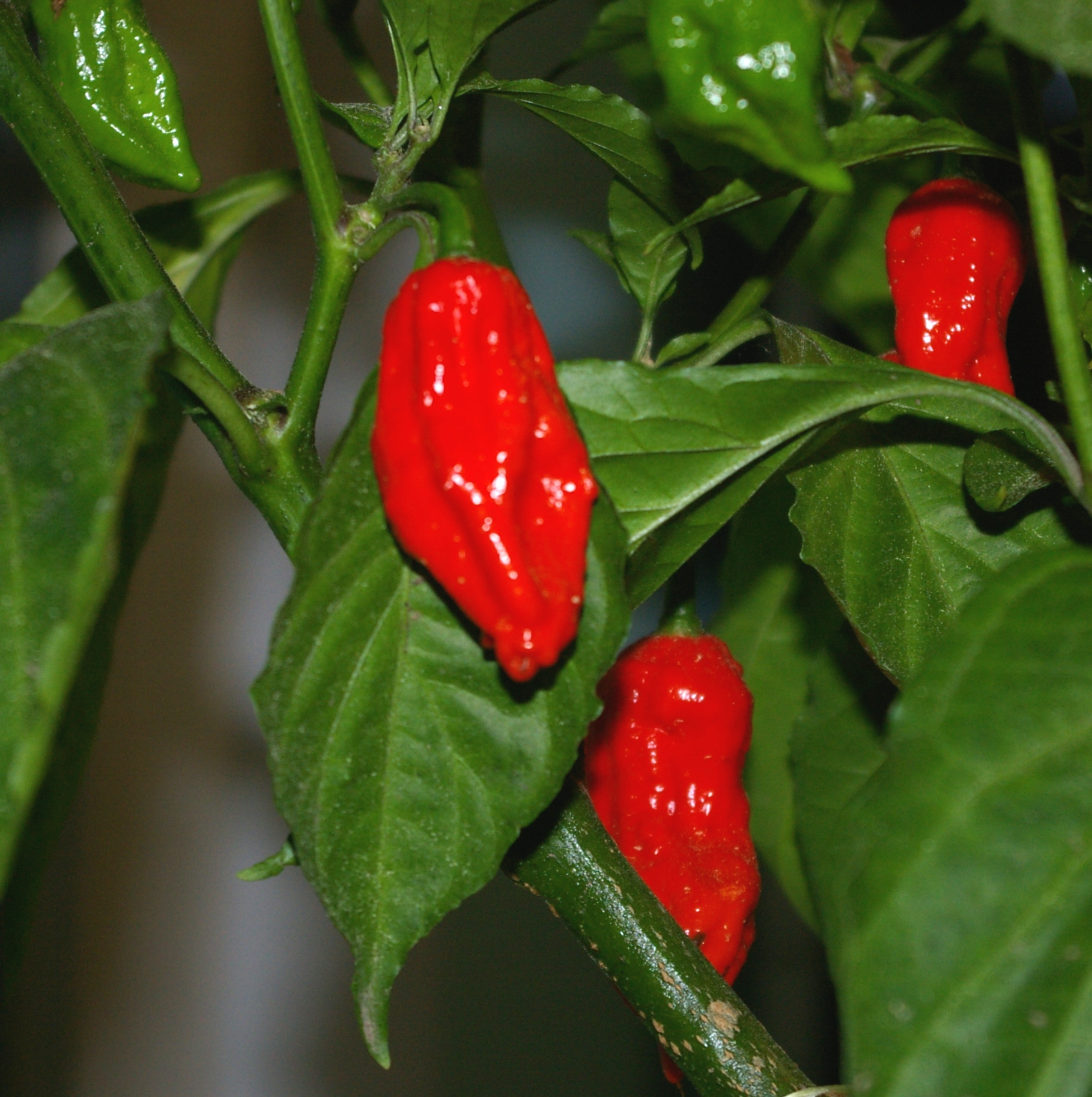
Bhut Jolokia

Die Bhut-Jolokia- oder Naga-Jolokia-Chili ist eine Zuchtform der Paprika-Art Capsicum chinense. Landsorten mit diesem Namen stammen aus dem Nordosten Indiens und sind wegen ihrer besonderen Schärfe auch außerhalb Indiens bekannt geworden. 2006 wurde sie als die schärfste Chili der Welt ins Guinness-Buch der Rekorde aufgenommen. Zuvor hatten Messungen des Chile Pepper Institute der New Mexico State University Rekordwerte von über einer Million Scoville-Einheiten ergeben, was in etwa dem 1,8-fachen der Schärfe des bisherigen Rekordhalters Red Savina entspricht. 2012 wurde Bhut Jolokia von Trinidad Moruga Scorpion abgelöst. Ab 2013 galt die Carolina Reaper als schärfste Chili der Welt. Seit Oktober 2023 führt Pepper X den Rekord-Titel.

## Beschreibung

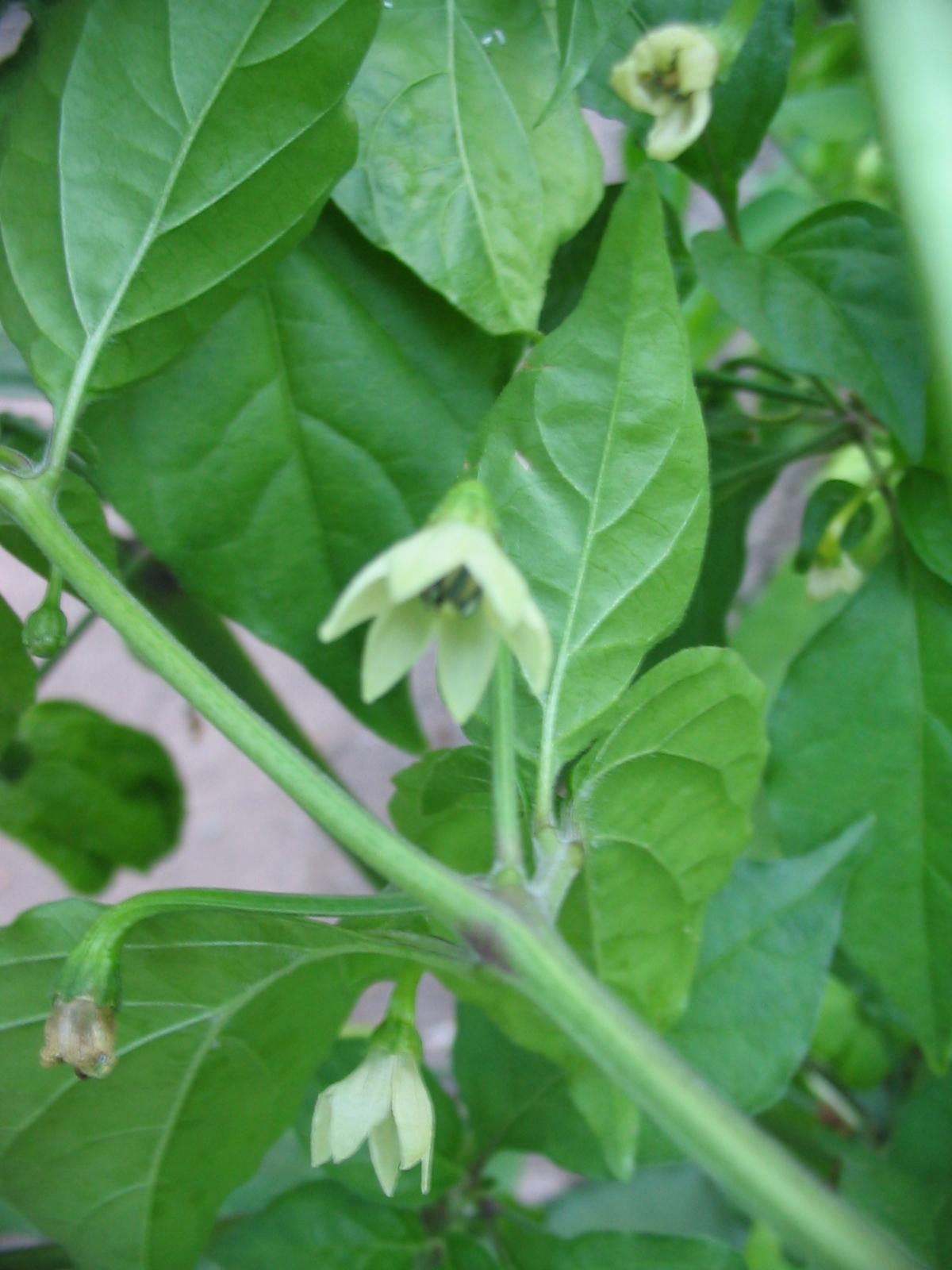
Blüten einer Bhut Jolokia

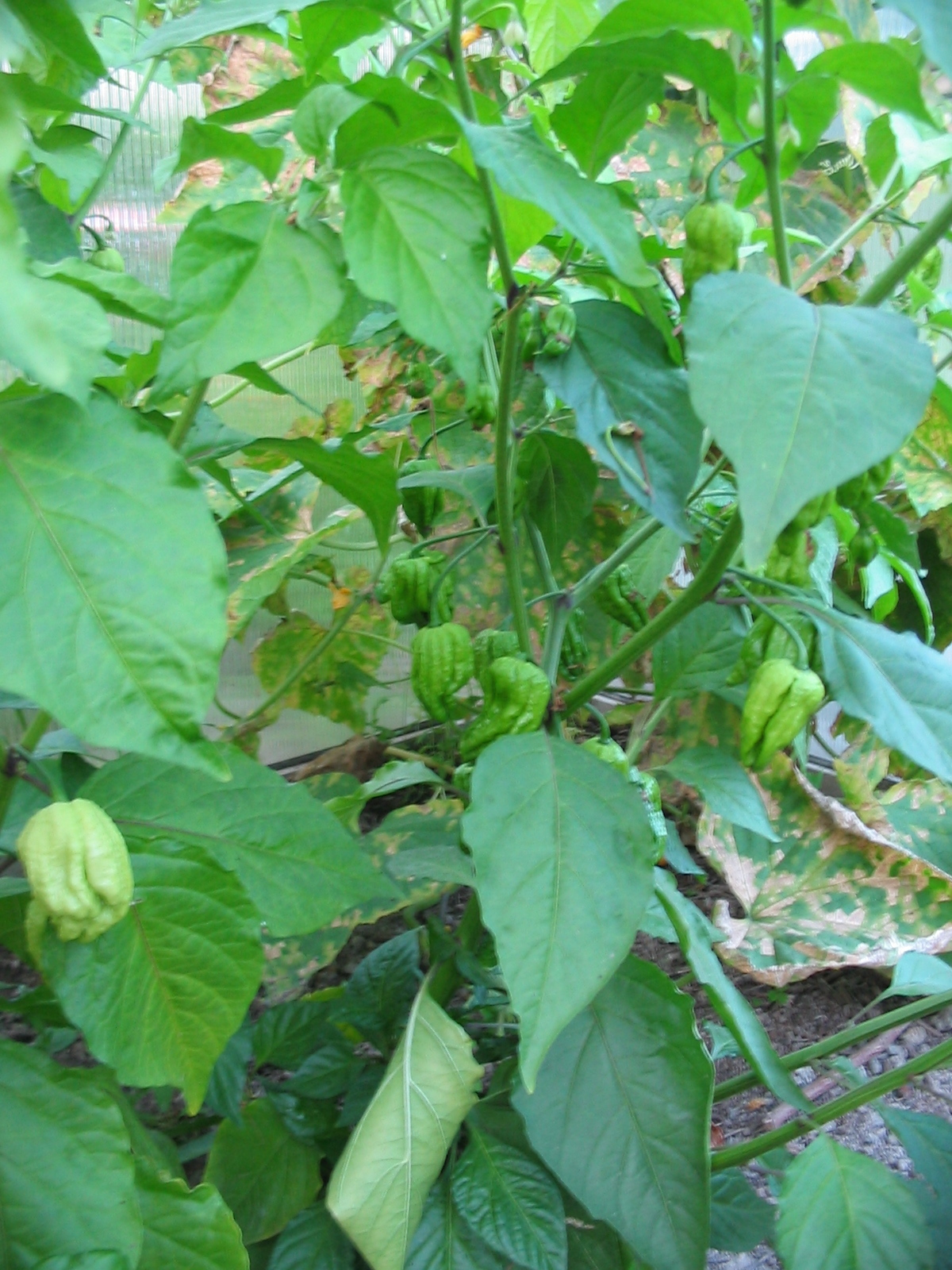
Pflanze mit unreifen Früchten

Bhut-Jolokia-Pflanzen erreichen im Anbau eine Wuchshöhe von etwa 120 cm, Berichte aus Nordostindien sprechen von Küchengärten, in denen drei Jahre alte Pflanzen eine Höhe von etwa 4 m erreichen. Die Morphologie entspricht der von typischen Vertretern der Art Capsicum chinense: Die Oberfläche der Laubblätter wirkt runzelig, die Blüten hängen oft paarweise (gelegentlich auch zu dreien) aus den Achseln der Sprossachse und besitzen cremeweiße Kronen. Die Staubblätter bestehen aus einem purpurnen Staubfaden, an dem ein blauer Staubbeutel steht. Die für Capsicum chinense typische Einschnürung zwischen Blütenstiel und Kelch ist zwar nur undeutlich ausgeprägt, aber dennoch zu erkennen.
Da die Pflanze einen hybriden Ursprung besitzt, tritt oftmals ein Absterben des Pollen auf, was zu einer verringerten Bestäubungsrate und damit dem Abfallen von Blüten führt. Die Früchte reifen von grün nach leuchtend rot ab, im Nordosten Indiens sind auch Landrassen mit orangen, hellroten und schokoladenbraunen Früchten bekannt. Sie erreichen eine Länge von 5 bis 8 cm, sind langgestreckt und besitzen eine gewellte Oberfläche. In den Früchten wurden zwischen 22 und 47 Samen gezählt.

## Anbau

### Traditioneller Anbau in Indien
In Nordostindien werden ‘Bhut-Jolokia’-Pflanzen sporadisch in Mischkultur mit Reis in der Jhum-Wechselkultur angebaut oder in kleinen Hausgärten gezogen. Die Pflanzen werden entweder direkt ausgesät oder als ein bis zwei Monate alte Setzlinge in die Reisfelder gesetzt, auf denen zuvor oftmals Bambus gerodet und verbrannt wurde. Die Haupternte erfolgt meist im August und September. In den Hausgärten werden oftmals schattigere Plätze für die Pflanzen bevorzugt, da hier der Ertrag höher sein soll als an sehr sonnigen Standorten.

### Anbaubedingungen
Die ideale Keimtemperatur der Samen liegt zwischen 26 °C und 32 °C in feuchtem Substrat. Die Keimung erfolgt oft sehr langsam und kann bis zu 36 Tage benötigen. ‘Bhut Jolokia’ benötigen eine sehr lange Reifezeit, so dass zwischen Aussaat und Ernte bis zu 160 Tage vergehen können.

## Verwendung

### Küche
In der Küche des nordöstlichen Indiens, besonders in Nagaland, wird die Bhut Jolokia nicht nur wegen ihrer Schärfe, sondern auch aufgrund ihres Aromas geschätzt. Sie wird grün oder ausgereift geerntet und roh verwendet oder zusammen mit Gemüse gekocht. Dabei soll eine einzige Frucht zum Würzen zweier Mahlzeiten einer fünf- bis sechsköpfigen Familie ausreichen.
Da die Haupterntezeit der Früchte mit dem Ende der Monsunregen zusammenfällt, ist das Trocknen der Früchte nicht praktikabel. Stattdessen werden die Früchte entweder durch Einlegen oder Räuchern haltbar gemacht. Beim Einlegen sind drei Grundvorgehensweisen bekannt: Die Früchte werden jeweils in Scheiben geschnitten und dann entweder in einer Masse aus geriebenen Bambussprossen ein oder zwei Wochen in der Sonne gelagert oder aber in Senföl oder Zitronensaft eingelegt.

### Medizinische Verwendung
Die ‘Bhut Jolokia’ findet in der traditionellen Medizin in Nordostindien gelegentlich Verwendung. Sie soll in kleinen Dosen unter anderem bei Asthma und Beschwerden des Verdauungstrakts angewendet werden, heiße Auszüge sollen bei Zahn- und Muskelschmerzen helfen. Eine Paste aus den jungen Blättern der Pflanze wird auf Verbrennungen aufgetragen. Für einen Teil der Anwendungen lassen sich wissenschaftliche Untersuchungen finden, in denen die Wirksamkeit bei vergleichbaren Anwendungen bestätigt wurde.

### Reizstoff
Ein Großteil der Veröffentlichungen in Indien zu extrem scharfen Chili-Sorten steht in Verbindung mit der indischen Rüstungsforschungs- und Entwicklungsorganisation (Defence-Research and Development-Establishment). Bereits in der ersten Veröffentlichung aus dem Jahr 2000 wird auf eine mögliche Verwendung als Reizstoff zur Kontrolle von Unruhen eingegangen, 2005 spricht man von „guten Fortschritten, um geeigneten Ersatz zu CN-, CS- und CR-Gas zu finden.“ („progressing well in finding suitable alternatives to CN, CS and CR“). 2009 wurde bekanntgegeben, dass man das aus den Früchten gewonnene Capsaicin in Form von Handgranaten anwenden will.

## Geschichte und Erforschung

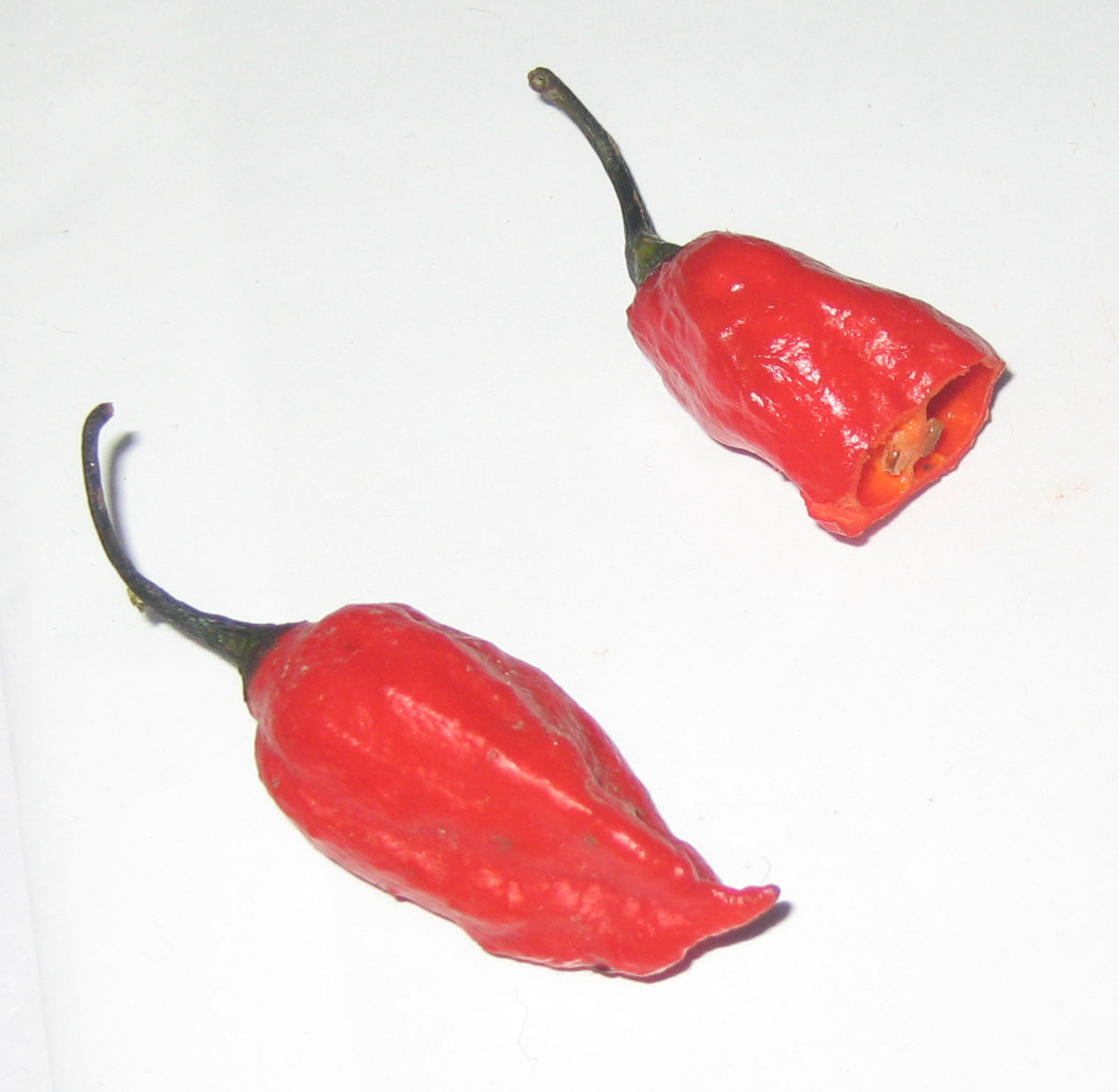
Geerntete Früchte

Die erste Erwähnung einer Chili in der wissenschaftlichen Literatur, die in Verbindung mit der Bhut Jolokia gebracht wird, ist eine im August 2000 erschienene Veröffentlichung indischer Wissenschaftler um Ritesh Mathur. Sie ermittelten für eine als Tezpur-Chili beziehungsweise Naga Hari bezeichnete Sorte durch HPLC-Messung einen Schärfegrad von 855.000 Scoville-Einheiten. Die Art wurde von ihnen als Capsicum frutescens angegeben. Von westlichen Wissenschaftlern, die durch einen Zeitungsbericht in der International Herald Tribune auf die Chili aus Indien aufmerksam wurden, wurden diese Ergebnisse skeptisch betrachtet. Zum einen war aus der Veröffentlichung nicht zu erkennen, ob und in welchem Maße die für eine Vergleichbarkeit der Ergebnisse notwendigen Kalibrierungen vor der HPLC-Messung durchgeführt wurden; zum anderen waren keine auch nur annähernd so hohen Schärfewerte von Capsicum frutescens bekannt und auch für die bis dahin als schärfste Chili bekannte Red Savina wurde nur eine Schärfe von 577.000 Scoville-Einheiten angegeben.
Ab 2001 wurden in Indien gesammelte Bhut-Jolokia-Samen im Chile Pepper Institute der New Mexico State University unter Leitung von Paul Bosland vermehrt. Durch einen geringen Fruchtansatz und eine geringe Samenanzahl in den Früchten waren erst 2005 genügend Samen vorhanden, um einen Vergleichsversuch zwischen Bhut Jolokia, Red Savina und einer handelsüblichen, orangen Habanero-Sorte zu starten. Untersuchungen der DNA ergaben, dass Bhut Jolokia eine natürliche Hybride der beiden Arten Capsicum chinense und Capsicum frutescens ist. Das Erbgut ähnelt vor allem der ersteren Art, Gene aus Capsicum frutescens sind wahrscheinlich durch natürliche Introgression eingeführt. Die gleichzeitig durchgeführte Messung der Schärfe ergab für Bhut Jolokia 1.001.304 Scoville-Einheiten, die Habanero erreichte 357.729 Scoville-Einheiten und die Red Savina sogar nur 248.556 Scoville-Einheiten. 2010 wurde eine Untersuchung der DNA verschiedener Landsorten aus Manipur veröffentlicht, welche Wissenschaftler um Keithellakpam Sanatombi vorgenommen haben. Nach ihren Angaben handelt es sich bei der nie genauer bestimmten Naga Hari aus der Veröffentlichung von Ritesh Mathur et al. aus dem Jahr 2000 um den Kultivar Umorok, der in den Untersuchungen ebenfalls eine Stellung zwischen Capsicum chinense und Capsicum frutescens einnahm. Ob Umorok mit Bhut Jolokia identisch ist, wird jedoch nicht erwähnt.
Im Herbst 2006 gab das Guinness-Buch der Rekorde bekannt, dass die Bhut Jolokia als schärfste Chili-Sorte der Welt anerkannt wird und damit der bisherige Rekordhalter Red Savina verdrängt wurde. Diese wurde wiederum seit 2011 von der Trinidad Scorpion Butch Taylor abgelöst, welche aber erst in der Ausgabe 2012 im Guinness-Buch der Rekorde als schärfste Chili der Welt bezeichnet wird. Das Chile Pepper Institute in New Mexico hat die Messungen des Trinidad Scorpion Butch Taylor zur Kenntnis genommen, führte zunächst aber weiterhin den Bhut Jolokia als schärfsten Chili der Welt, weil die wissenschaftlich üblichen Messmethoden nicht eingehalten wurden. 2012 wurde der Titel dann aber der Sorte Trinidad Moruga Scorpion zuerkannt.

## Etymologie
Die unterschiedlichen Namen, die für diese extrem scharfe Chili verwendet werden, verweisen alle auf die gleiche Sorte, sie sind auf unterschiedliche lokale Bezeichnungen in Nordostindien zurückzuführen. ‘Bhüt Jolokia’ (ভোট জলকীয়া) bedeutet auf Assamesisch in etwa so viel wie „bhutanischer Chili“, ‘Bhut Jolokia’ (ভূত জলকীয়া) „Geisterchili“, ‘Bih Jolokia’ (বিহ জলকীয়া) „Giftchili“ und der Name ‘Naga Jolokia’ (নগা জলকীয়া oder নাগা-জলকীয়া) verweist auf das als kriegerisch bekannte Volk der Naga, den Bewohnern des Bundesstaats Nagaland. Berichte aus Indien gehen jedoch davon aus, dass die Übersetzung von ‚Bhut‘ nach „Geist“ (ভূত [bʱut]) nur eine Deutung westlicher Wissenschaftler ist und der Name vielmehr auf die Herkunft der Chili aus Bhutan (ভোট [bʱut] 'bhutanisch') zurückzuführen ist.
In Manipur (Ostindien) heißt er Umorok (Meitei: ꯎꯃꯣꯔꯣꯛ).